# Shamsia Hassani
Ommolbahni Hassani, mais conhecida como Shamsia, (Teerão, Irão; 1988) é uma grafiteira afegã e professora de escultura na Universidade de Kabul. Ela tem popularizado a arte urbana nas ruas de Kabul. Shamsia expõe a sua arte digital e a sua arte urbana na Índia, Irão, Alemanha, Itália, Suíça e nas missões diplomáticas de Kabul. Em 2014, foi nomeada no 100 Public Intellectual Poll. É uma das 100 Mulheres da lista da BBC de 2021.
Hassani pinta grafitis em Kabul para sensibilizar o público a respeito dos anos de guerra.

## Biografia

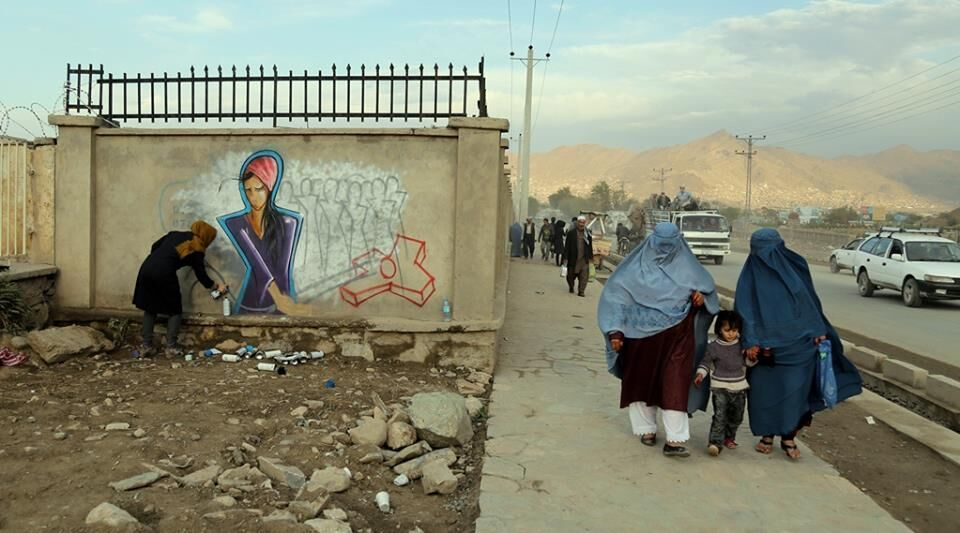
Shamsia pintando em Kabul.

Shamsia Hassani nasceu em 1988, em Teerão, Irão, para onde os seus parentes, originários de Kandahar, migraram durante a guerra. Hassani mostra interesse pela pintura desde a sua juventude. Não se lhe autorizou estudar as Belas Artes, âmbito de estudos proibidos para as pessoas estudantes no Irão originarias do Afeganistão. Desde o seu regresso a Kabul em 2005, estuda a arte tradicional na Universidade de Kabul. Mais tarde integrou-se na Universidade como professora encarregada de matéria e depois como professora associada de Escultura. É fundadora do colectivo de arte contemporânea Rosht.

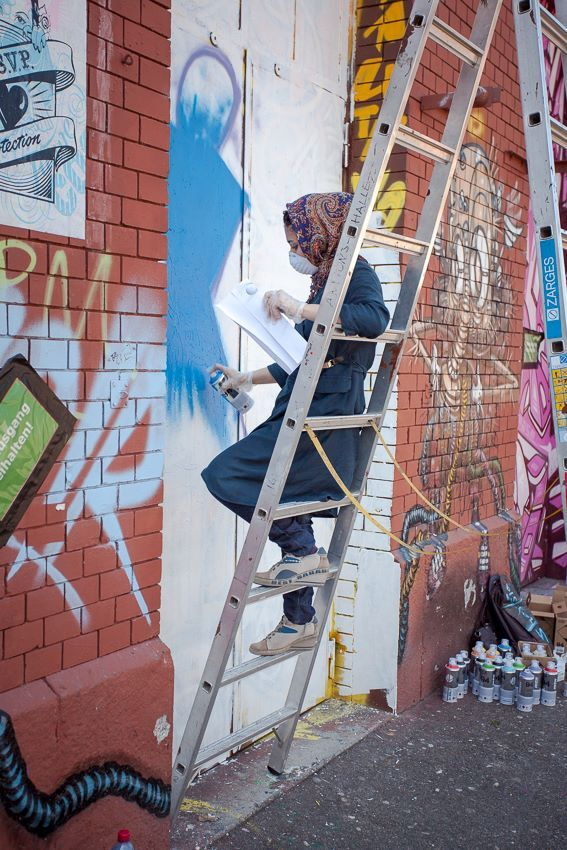
Grafiti na Suíça.

Hassani iniciou-se à arte do grafiti num curso organizado em Kabul em dezembro de 2010 por Chu, um grafiteiro do Reino Unido. O curso foi coordenado pela Combat Communications. Com base no que aprendeu na oficina Hassani começou a prática da arte urbana em muros de casas nas ruas de Kabul. Hassani adopta esta forma de arte porque os aerosois e os outros materiais são muito menos caros que os materiais de arte tradicionais. Em uma das suas obras exposta nos muros do Centro Cultural da capital figura uma mulher vestida de uma burca sentada de baixo de uma escada. A inscrição que está abaixo da figura indica: "O água pode voltar num leito seco, mas o que acontece ao peixe que nele morreu?" Ela faz as suas obras rapidamente, em 15 minutos, para evitar qualquer tipo de hostilidade e afirma que o seu trabalho não é islâmico.
Indica também querer combater a opressão vivida pelas mulheres afegãs na sua sociedade através do seu trabalho.
Em setembro de 2014, Hassani foi finalista do prémio Artraker com o seu projecto "A Magia da Arte é a Magia da Vida".
A 14 de junho de 2013 realizou um mural na União Operária de Genebra com mulheres migrantes vítimas de violências albergadas em lares de emergência. O dia 14 de junho é uma data simbólica na Suíça porque neste dia comemora-se a Greve das Mulheres, acontecimento que ocorreu a 14 de junho de 1991. Shamsia também esteve em Zurique em junho de 2013, no marco da Rote Fabrik.

## Prêmios
2014 - nomeada no 100 Public Intellectual Poll.
2021 - é uma das 100 Mulheres da lista da BBC.